# Исторически музей (Панагюрище)
Историческият музей в Панагюрище е музеен комплекс, разположен в старите, възрожденски къщи на именити панагюрци. 
Намерението за създаване на музей в Панагюрище възниква вид на идея за музей на революционното движение и е била тясно свързвана с проекта за издигане паметник на Априлското въстание. Първите действия в тази насока за осъществяването на тоя проект е направена с основаването на 11 юли 1900 г. на комитет от 17 души с ръководно тяло: Нено Златаров (кмет на града) – председател, Тодор Влайков и Искрьо Мачев – подпредседатели, Стоян Брадистилов – секретар и Петър Чуклев – касиер.
Първоначалната история на град Панагюрище е представена с музейна сбирка, открита през месец май 1943 г. в Народното читалище „Виделина“, която служи за полагането на основите на музейната дейност в Столицата на четвърти револчционен окръг в дните на Априлското въстание. През 1964 г. за нуждите на вече основаният нузей е построена двуетажна сграда с оформен макет на възрожденска чаршия. Макетът на панагюрската чаршия представя занаятите, характерни за Панагюрско: абаджийство, златарство, мутафчийство, кожухарство, бакърджийство, килимарство и др. Същинското начало на историческия музей в се извършва на 20 януари 1951 г. Решението за това е утвърдено с постановление на Колегиума на Комитета по култура и изкуство от 27 декември 1966 г.
През 1986 г. е устроен музеен ансамбъл, като към централната сграда са присъединени Дудековата къща с нейната етнографска експозиция. Следващ обект е Джуновата къща, в която също е уредено етнографско изложение. Комплексът от сгради е дооформен със Синята Хаджи-Димитрова къща и Бялата Хаджи-Димитрова къща, в която са експонирани колекции от накити, художествени произведения, ръкописи и произведения на грънчарското и медникарското изкуство.

## Самостоятелни експозиции
Централно място в музейният ансамбъл на Панагюрище е отредено на родната Къща на Райна княгиня. Построена през 1673 г., на 18 януари 1856 г. в къщата се ражда Райна Княгиня, а на 3 май 1950 г. отваря официално врати като къща музей. Тя е паметник на културата с национално значение.
Панагюрското златно съкровище, чийто оригинал се пази в Националния исторически музей в София е представено в самостоятелно изложение с негово копие. Съхаранява се в специално изградена много скъпа и добре охранявана зала в рамките на музея. Залата-трезор е открита на 16 април 2012 г. Проектирани са копия на отделните съдове в Германия, като според концепцията на проектанта всеки съд трябва да бъде в отделна витрина и да може да се разглежда от всички страни, за да могат любителите да видят детайлите на експоната.
По предложение на Фондация „Цоцорков род“ около 2005 г. в двора на историческия музей са поставени паметни плочи на бележити панагюрци от областта на изкуството, музейното, читалищното и библиотечното дело. Архитектурното оформление е по идея на инициативен комитет и академик Богоя Сапунджиев.

## Виртуален исторически музей
Виртуалният исторически музей на Панагюрище, Виртуален музей „Райна Княгиня“ е учреден след спечелен конкурс на Националния център за музеи, галерии и изобразителни изкуства.